# Lijst van rijksmonumenten in Wijnaldum
De plaats Wijnaldum (Winaam) telt 11 inschrijvingen in het rijksmonumentenregister. Hieronder een overzicht. 
| Object                                                                                | Oorspronkelijke functie?  | Bouwjaar                                                   | Architect      | Locatie                                  | Coördinaten?                  | Nr.?   | Afbeelding        |
| ------------------------------------------------------------------------------------- | ------------------------- | ---------------------------------------------------------- | -------------- | ---------------------------------------- | ----------------------------- | ------ | ----------------- |
| Andreaskerk. Hervormde kerk op kerkhof                                                | Kerk en kerkonderdeel     | ca. 1500 1904 (herb. toren) 1931 (rest. en ontpleistering) |                | Tsjerkepaed 1                            | 53° 11' 42" NB, 5° 27' 41" OL | 8670   | Meer afbeeldingen |
| Hervormde kerk, consistorie                                                           | Woonhuis                  | 18e eeuw                                                   |                | Tsjerkepaed 2-4                          | 53° 11' 41" NB, 5° 27' 42" OL | 8671   | Meer afbeeldingen |
| Terp (meest oostelijke uit de terpenreeks van Wijnaldum)                              | Archeologisch monument    | omstreeks begin jaartelling                                |                | tussen de Foarryp en de Sexbierumervaart | 53° 11' 52" NB, 5° 29' 3" OL  | 45215  | Upload foto       |
| Terp (op een na meest oostelijke uit de terpenreeks van Wijnaldum)                    | Archeologisch monument    | omstreeks begin jaartelling                                |                | tussen de Foarryp en de Sexbierumervaart | 53° 11' 49" NB, 5° 28' 44" OL | 45216  | Upload foto       |
| Terrein met drie terpen (op een na meest westelijke uit de terpenreeks van Wijnaldum) | Archeologisch monument    | omstreeks begin jaartelling                                |                | tussen de Foarryp en de Sexbierumervaart | 53° 11' 48" NB, 5° 28' 22" OL | 45217  | Upload foto       |
| Terp (meest westelijke uit de terpenreeks van Wijnaldum)                              | Archeologisch monument    | omstreeks begin jaartelling                                |                | tussen de Buorren en het Fiskerspaed     | 53° 11' 45" NB, 5° 27' 48" OL | 46205  | Upload foto       |
| Ropta State, hoofdgebouw en stal                                                      | Kasteel, buitenplaats     | ca. 1832 (hoofdgebouw) ca. 1870 (stal)                     |                | Hoarnestreek 3                           | 53° 12' 24" NB, 5° 26' 44" OL | 527499 | Meer afbeeldingen |
| Ropta State, tuin en park                                                             | Tuin, park en plantsoen   | ca. 1832 1986 (rest.)                                      | L.P. Roodbaard | bij Hoarnestreek 3                       | 53° 12' 20" NB, 5° 26' 53" OL | 527500 | Meer afbeeldingen |
| Ropta State, smeedijzeren hangbrug                                                    | Tuin, park en plantsoen   | ca. 1832 ca. 1990 (rest.)                                  |                | bij Hoarnestreek 3                       | 53° 12' 21" NB, 5° 26' 50" OL | 527507 | Meer afbeeldingen |
| Ropta State, tuinkoepel                                                               | Tuin, park en plantsoen   | ca. 1832 ca. 1990 (rest.)                                  |                | bij Hoarnestreek 3                       | 53° 12' 20" NB, 5° 26' 56" OL | 527508 | Upload foto       |
| Ropta State, dienstwoning                                                             | Bijgebouwen kastelen enz. | ca. 1832                                                   |                | Hoarnestreek 5                           | 53° 12' 24" NB, 5° 26' 45" OL | 527509 | Meer afbeeldingen |